# Nätverksbaserat försvar
Nätverksbaserat försvar, (NBF) var ett utvecklingskoncept inom svenska försvarsmakten där alla stridande enheter skulle bidraga med olika sensordata. Denna sensordata skulle generera en gemensam lägesbild. Lägesbilden skulle kunna skalas på så sätt att informationen för de stridande, allt ifrån högsta stab ner till enskild individ som till exempel stridsvagnsförare, pilot eller soldat, då skulle vara riktig, uppdaterad och relevant för den enskilde.
NBF resulterade i Ledsyst-utvecklingen.
Under utvecklingen av NBF togs också TACCIS (Tactical Artillery Command and Control Information System) fram. Denna utvecklades vid Artilleriregementet i Kristinehamn mellan åren 2002 och 2005 och utgjorde en funktionsutvecklingsmodell för ett framtida bekämpningsledningssystem. [källa behövs]